# Pseudagrion coeruleipunctum
Pseudagrion coeruleipunctum é uma espécie de libelinha da família Coenagrionidae que habita os rios e pântanos. Pode ser encontrada em Angola e na Zâmbia.